# Holmgård (Sønder Lem Sogn)
 For alternative betydninger, se Holmgård. (Se også artikler, som begynder med Holmgård)
 Holmgård var en herregård i Sønder Lem Sogn, Ringkøbing-Skjern Kommune. Den hørte før reformationen under Ribe Stift. Af de bispelige lensmænd kendes Jep Grøn 1446, Christiern Knudsen (Harbou) 1453.
Biskop Hartvig Juel forlenede 1497 Holmgård til sin bror Kjeld Juel, hvis familie beholdt forleningen, efter at gården 
ved reformationen var kommen til Kronen. Efterkommere erhvervede den i 1580 fra kronen ved et mageskifte.
Godset var i slutningen af det 19. århundrede delt i to.